# Xema sabini
La gaviota de Sabine o gaviota de cola hendida (Xema sabini) es una especie de ave caradriforme de la familia Laridae que cría en el norte del Holártico y migra hasta las costas occidentales de Sudamérica y África. Es una gaviota de pequeño tamaño. Su taxonomía se encuentra en disputa, mientras que algunos autores la mantienen en el género de las mayoría de las gaviotas Larus, como Larus sabini, otros la incluyen en el suyo propio, Xema, como Xema sabini. Joseph Sabine le puso su nombre en honor de su hermano, el científico Edward Sabine.

## Distribución
La gaviota de Sabine cría en el Ártico y tiene una distribución circumpolar principalmente por Norteamérica y Eurasia. Es un ave migratoria que vuela hacia el sur en otoño. La mayoría de la población pasa el invierno en el Pacífico hasta Sudamérica occidental en las aguas frías de la corriente de Humboldt, mientras que las aves de Groenlandia y Canadá oriental cruzan el Atlántico camino de las costas occidentales de Europa para pasar el invierno hasta en África sudoccidental, en las aguas de la corriente de Benguela. Ocasionalmente las gaviotas de Sabine pueden encontrarse en otras costas como las del noreste de Estados Unidos o más al este en Europa, generalmente arrastradas por tormentas otoñales. Es una especie pelágica fuera de la estación de cría.

## Descripción

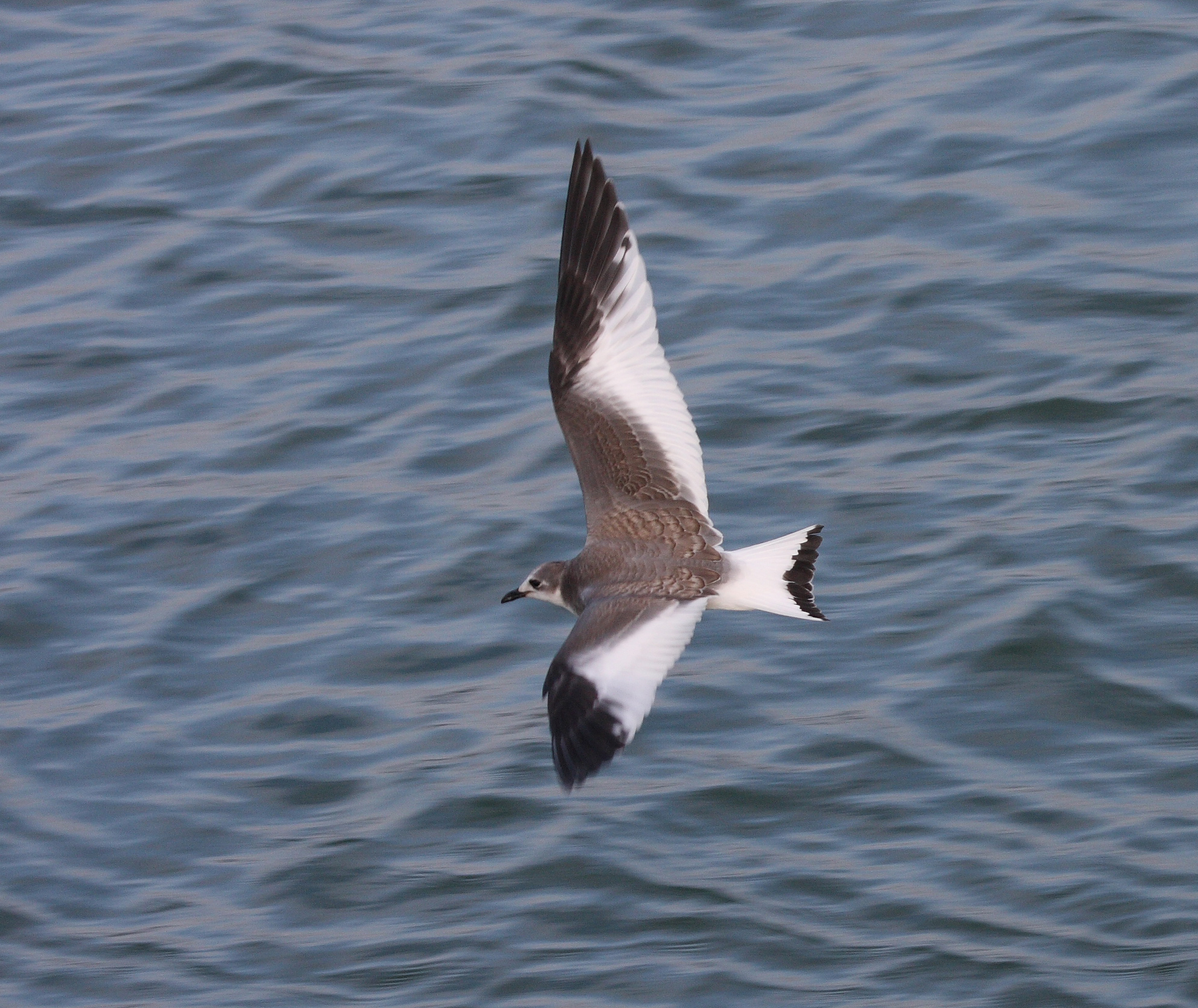
Ejemplar juvenil en vuelo mostrando el patrón tricolor de sus alas.

Esta especie es fácil de identificar por su llamativo diseño alar tricolor. Los adultos tienen la espalda y las plumas coberteras de las alas de color gris pálido, las plumas primarias negras y las secundarias blancas. Su cola es ligeramente ahorquillada y de color blanco. La cabeza de los adultos se oscurece a un gris oscuro con el borde negro durante la época de apareamiento. Sus picos son negros con la punta amarilla. Los inmaduros tienen el mismo patrón tricolor, pero sustituyendo el gris por el marrón, y la cola tiene una banda negra terminal. Los juveniles tardan dos años en alcanzar el plumaje adulto. 
Sus voces son de tono muy alto.

## Reproducción

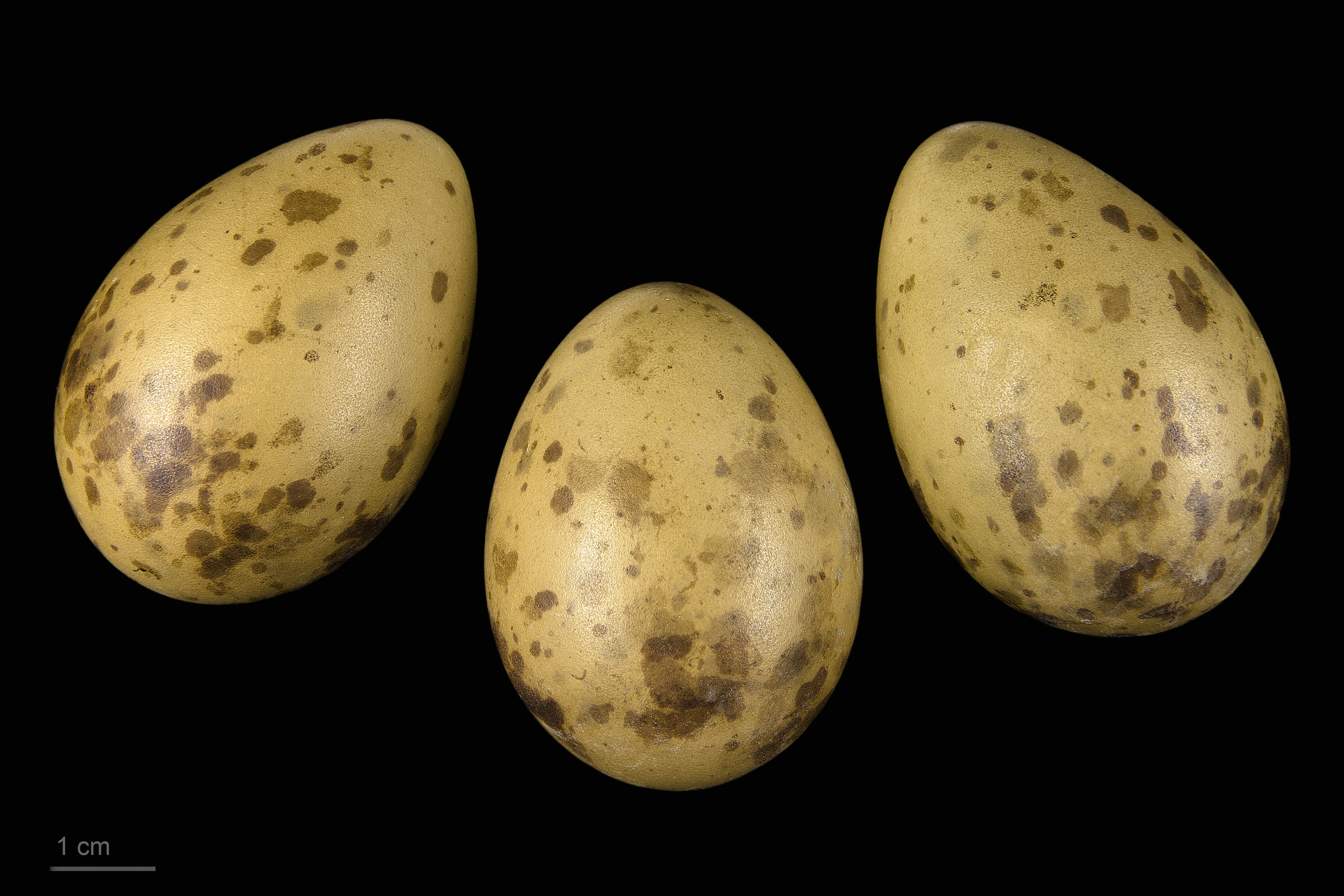
Xema sabini - MHNT

Las gaviotas de Sabine crían en colonias en la costa y la tundra. Ponen dos o tres huevos moteados de color pardo verdoso, en nidos en el suelo escondidos entre la hierba.

## Alimentación
Su alimentación es muy variada y está compuesta principalmente por cualquier tipo de pequeño animal a su alcance. También roba huevos de otras aves marinas, como el charrán ártico.